# Nappträsket
Nappträsket är en sjö i Lycksele kommun i Lappland och ingår i Umeälvens huvudavrinningsområde. Sjön har en area på 0,156 kvadratkilometer och ligger 338,5 meter över havet. Nappträsket ligger i Vindelälven Natura 2000-område. Sjön avvattnas av vattendraget Mattjokbäcken (Kvarnbäcken).

## Delavrinningsområde
Nappträsket ingår i det delavrinningsområde (723324-161879) som SMHI kallar för Utloppet av Nappträsket. Medelhöjden är 345 meter över havet och ytan är 0,76 kvadratkilometer. Räknas de 10 avrinningsområdena uppströms in blir den ackumulerade arean 60,94 kvadratkilometer. Mattjokbäcken (Kvarnbäcken) som avvattnar avrinningsområdet har biflödesordning 3, vilket innebär att vattnet flödar genom totalt 3 vattendrag innan det når havet efter 248 kilometer. Avrinningsområdet består mestadels av skog (67 procent) och sankmarker (13 procent). Avrinningsområdet har 0,16 kvadratkilometer vattenytor vilket ger det en sjöprocent på 20,5 procent.